# 青龍灣減河
青龍灣減河，是中国北京潮白河的一條支流，也是香河縣境內第三大河流。青龍灣起於該縣紅廟村南，流經鉗屯、李莊、五百戶、劉宋、香城屯五個公社，從中營村東出境。合共長達大約45公里。青龍灣減河的河床寬100米，汛期最大流量為1330立方米/秒，結冰期為90天。河上原有乾隆三十七年建造、有乾隆親筆題詩一首的金門閘。但閘門於1974年報廢，於是在同年重建新閘，名為土門樓泄洪閘。現時土門樓泄洪閘位處北運河的下游。

## 開鑿歷史
青龍灣減河的歷史悠久。早在雍正七年（1729年），雍正皇帝已派员由土门楼至俵口开挖青龙湾减河以分流洩去北运河的洪水。雍正八年（1730）开凿，为纯人工河道。又有“王家务引河”和“上引河”等称谓。引河前方为辽萧太后运粮河的故道，西起香河县王家务村，东至尔王庄乡高庄户村止。再下筑有东西两条缕堤，中拱锐宽四公里，两端长十余公里。洪水涨时，以尔王庄洼为缓水区，散流潆洄，徐徐下泄，以保上游无溃堤泛滥之虞。
到了乾隆三十七年（1772年），乾隆下令建造金門閘協助青龍灣減河洩洪。光绪七年（1881）开辟新河槽，引水入七里海。光绪十ー年（1885），于河槽两侧筑起双堤，约束水势使就正道。光绪十四年（1888）又将河槽双堤延长，与宁车沽引河接通，引水直泄北塘口，由于河身狹小尾闾不畅，时有溃决之患。光绪十六年（1890）复毁东新堤，仅存西堤，成半环形缓洪区，至今未变。光绪十七年（1891年），直隶总督兼北洋通商大臣李鸿章上报朝廷青龙湾减河因大雨引致河水暴漲，堤岸抵受不住而決堤。寶坻區亦因此而受到嚴重損害。另外，廣安鎮橋以下的河段河身浅窄，而大宝庄以上沒有河槽。所以便需要增建石闸来防洪。建國之後在1971年冬天至翌年春天，天津市政府在黃莊窪以下擴大挖掘潮白新河的工程，並開挖青龍灣減河下段。使之與潮白新河相通。其後興建黃莊窪分洪閘和退水閘和在潮白新河下口與永定新河交匯處興建寧車沽防潮閘，以增加洩洪成效。現時，中國天津市政府不時會對青龍灣減河進行河道治理，主要工作包括疏浚擴挖和加高加固防堤。例如於2014年，天津水務投資集團有限公司承包有關的治理工程。計劃一直持續至今。

## 外部連結
- 《水利志》綜述
- 《清史稿》河渠 四 直省水利 （页面存档备份，存于）
- 天津通志 水利志
- 《海河水利》2012年 第4期 〈青龍灣減河、潮白新河20年一遇洪水遭遇分析研究〉 （页面存档备份，存于）